# Jan Dresler
Jan Dresler (* 12. března 1983, Nový Jičín, Československo) je český lední hokejista. Hokej započal hrát v rodné Ostravě v klubu Vítkovic, kde také strávil podstatnou část své kariéry. Mezi jeho další působiště patří: HC Slezan Opava, Sareza Ostrava, HC Berounští Medvědi, Orli Znojmo, HC Plzeň 1929 či HC Slavia Praha, kde hostoval nejdříve z Plzně a poté do klubu přestoupil.

## Kluby podle sezon
- 1999-2000 HC Vítkovice Steel
- 2000-2001 HC Vítkovice Steel
- 2001-2002 HC Vítkovice Steel
- 2002-2003 HC Vítkovice Steel
- 2003-2004 HC Slezan Opava, HC Vítkovice Steel, Sareza Ostrava
- 2004-2005 HC Vítkovice Steel, HC AZ Havířov
- 2005-2006 HC Vítkovice Steel, Sareza Ostrava
- 2006-2007 HC Vítkovice Steel, Sareza Ostrava
- 2007-2008 HC Plzeň 1929, HC Berounští Medvědi
- 2008-2009 HC Plzeň 1929, HC Berounští Medvědi
- 2009-2010 HC Plzeň 1929
- 2010-2011 HC Plzeň 1929, Orli Znojmo
- 2011-2012 HC Plzeň 1929, HC Slavia Praha
- 2012-2013 HC Slavia Praha
- 2013/2014 HC Slavia Praha

## Reprezentace
- 1999-00 Česká republika "17"
- 2000-01 Česká republika "18"
- 2001-02 Česká republika "19"